# قابلية السكن لأنظمة الأقزام الحمراء

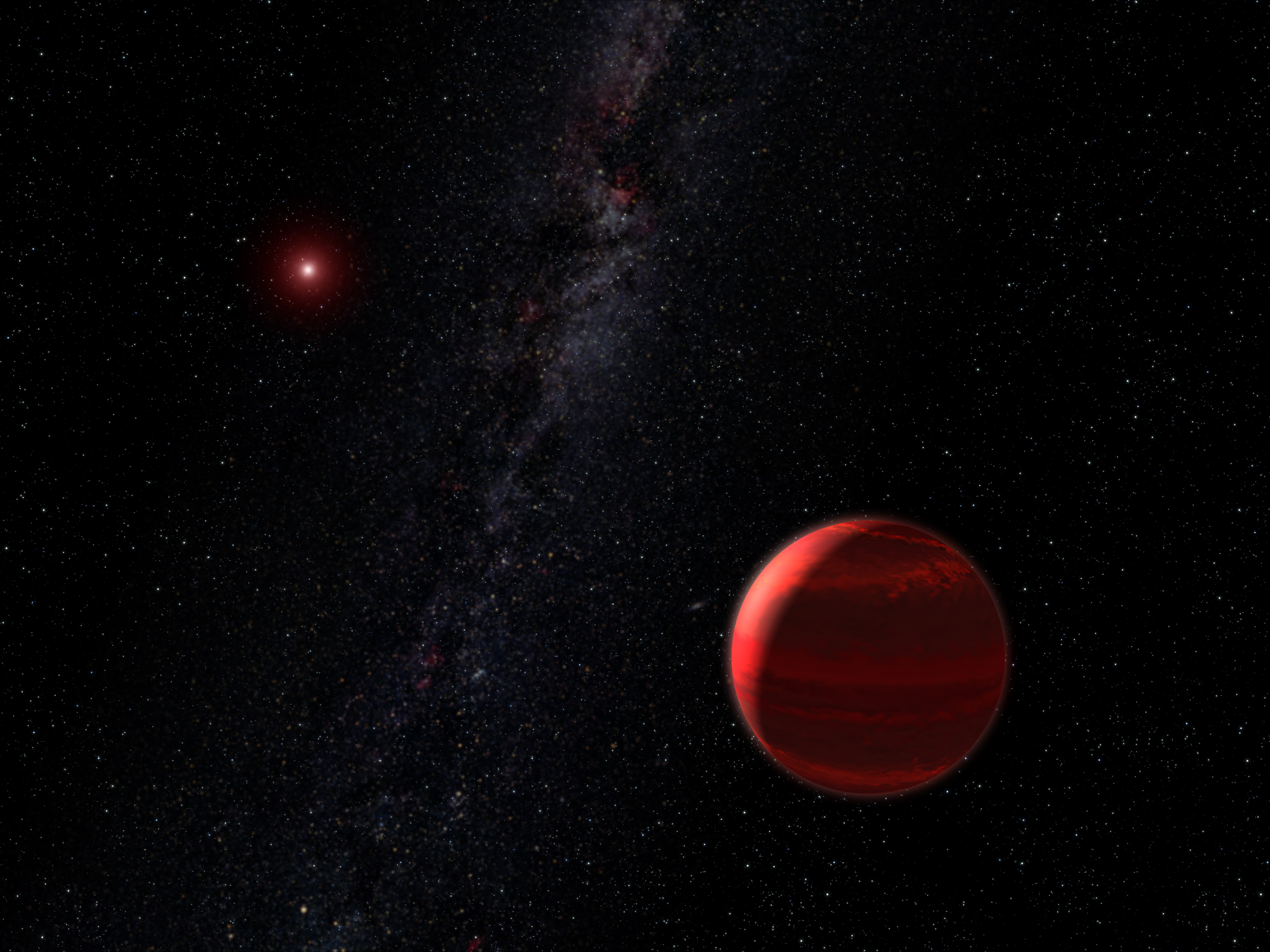
صورة تخيلية لكوكب يدور حول قزم أحمر

تتحدد قابلية السكن لأنظمة الأقزام الحمراء (بالإنجليزية: Habitability of red dwarf systems)‏، وفقًا لعدد كبير من العوامل النابعة من المصادر المختلفة. تعتبر استمرارية وبقاء الأقزام الحمراء من العوامل التي تسمح بوجود فرصة لاعتقاد العلماء أن أنظمتها الكوكبية قابلة للسكن، على الرغم من أن انخفاض تدفقها الإشعاعي، وزيادة فرص حدوث التقييد المدي لكواكبها، وانخفاض مساحة النطاق القابل للسكن حولها، والتغير النجمي المرتفع الظاهر تأثيره على كواكبها من ضمن العوائق التي تجعل قابلية السكن على كواكبها مستحيلةً. يدرس العلماء كيفية تأثير كل عامل من هذه العوامل العديدة، وتفاعلها مع بعضها البعض، على قابلية السكن لمعرفة المزيد عن عدد المواقع التي يمكن أن تستضيف الحياة والحياة الذكية خارج الأرض، وأكثرها قابلية لذلك.
يعتبر التقييد المدّي الشديد للكواكب التابعة للأقزام الحمراء، الناتج عن قربهم منها، من أكبر معوقات تطور الحياة في هذه الأنظمة الكوكبية. تقلل الآثار الأخرى أيضًا للتقييد المدي، مثل الاختلافات الشديدة في درجات الحرارة بين وجه الكوكب المواجه بشكل دائم للقزم الأحمر والوجه الآخر غير المواجه له مع انعدام الميل المحوري للكوكب، من احتمالية نشأة الحياة حول الأقزام الحمراء. تقلل أيضًا بعض العوامل الأخرى غير المتعلقة بالقوى المدِّية من إمكانية الحياة على هذه الأنظمة الكوكبية، مثل الاختلاف النجمي الشديد، وتوزيع أطياف الطاقة التي تعتبر مُزاحَة إلى نطاق الأشعة تحت الحمراء مقارنةً بالشمس، وانخفاض مساحة النطاق القابل للسكن حول هذه الأقزام الحمراء بسبب انخفاض كمية الضوء المنبعث منها.
ولكن هناك أيضًا بعض العوامل الأخرى التي يمكن أن تزيد من احتمالية نشأة الحياة على كواكب الأقزام الحمراء. فيمكن لتشكل السحب الكثيف على النصف المواجه للقزم من الكوكب المقيد مديًا أن يقلل التدفق الكلي للحرارة، وأن يقلل أيضًا من الاختلافات في درجة حرارة التوازن الكوكبي بين نصفيه بشكل جذري. ومن الناحية الإحصائية، يُزيد أيضًا العدد الكلي للأقزام الحمراء في مجرة درب التبانة، والذي يمثل 85% من أجمالي عدد النجوم بها التي تصل إلى 100 مليار نجم، من احتمالية وجود الحياة على الكواكب التابعة لأحد هذه الأقزام الحمراء. من المتوقع وجود نحو عشرات المليارات من الكواكب من نوع الأرض الهائلة في النطاقات القابلة للسكن حول الأقزام الحمراء في مجرة درب التبانة.

## خصائص القزم الأحمر
تعتبر النجوم من نوع القزم الأحمر أصغر، وأبرد، وأكثر النجوم شيوعًا بين أنواع النجوم الأخرى. تُقدر وفرة هذه الأقزام الحمراء بين 70% من النجوم في المجرات الحلزونية إلى أكثر من 90% من النجوم في المجرات الإهليجية، وتصل النسبة المتوسطة المُتعارف عليها لهذه الأقزام الحمراء  في مجرة درب التبانة نحو 73% من النجوم، وهذه النسبة معروفة منذ تسعينيات القرن الماضي من خلال مشاهدات المراصد الراديوية لأحد المجرات الحلزونية الضلعية الأخرى. تعتبر الأقزام الحمراء ضمن أواخر النوع الطيفي K أو النوع الطيفي M وفقًا للتصنيف الطيفي للنجوم. يستحيل رؤية هذه الأقزام الحمراء من الأرض بالعين المجردة، بسبب انخفاض الطاقة المنبعثة منها، إذ لا تقترب الطاقة الضوئية المنبعثة من أقرب هذه الأقزام الحمراء إلى الشمس عند رصده منفردًا، وهو النجم قنطور الأقرب الذي يعتبر أيضًا أقرب النجوم إلى الشمس، ولا حتى نجم السهم (برنارد) الذي يعتبر أقرب الأقزام الحمراء المنفردة، من نطاق الضوء المرئي.

## الأبحاث العلمية

### اللمعان والتركيب الطيفي
استبعد علماء الفلك، على مر السنين، الأنظمة الكوكبية للأقزام الحمراء التي تتراوح كتلها بين 0.08 إلى 0.45 كتلة شمسية من الأنظمة التي يمكن أن تسمح بوجود الحياة عليها. تسبب الكتل المنخفضة لهذه النجوم تباطؤ التفاعلات النووية الاندماجية بشكل كبير، ما يؤدي إلى انخفاض لمعانها الذي يتراوح بين 0.01% فقط من لمعان الشمس بحد أقصى 3% تقريبًا. ولهذا، سيتحتم على أي كوكب يدور حول أحد هذه الأقزام الحمراء أن يتميز بانخفاض طول نصف المحور الرئيسي لمداره حتى يحافظ على درجة حرارة سطح مشابهة لكوكب الأرض، أي من 0.268 وحدة فلكية في حالة الأقزام الحمراء اللامعة نسبيًا مثل لكيل 8760 إلى 0.032 وحدة فلكية في حالة الأقزام الحمراء الصغيرة مثل قنطور الأقرب، أقرب النجوم للمجموعة الشمسية. ويمكن للسنة على هذه الكواكب أن تستغرق ستة أيام أرضية فقط.
يقع أغلب اللمعان المنخفض للأقزام الحمراء في نطاق الأشعة تحت الحمراء من الطيف الكهرومغناطيسي، مع طاقة أقل من طاقة الضوء المرئي التي تتميز بها الشمس. ولهذا، ستحتاج تفاعلات البناء الضوئي على الكواكب التابعة للأقزام الحمراء فوتونات إضافية حتى تحقق كمية الطاقة الضوئية اللازمة للاستثارة لنقل الإلكترون مقارنةً بما هو موجود على الأرض، بسبب انخفاض متوسط مستوى طاقة الفوتونات القريبة من نطاق الأشعة تحت الحمراء مقارنة بفوتونات الضوء المرئي للشمس. ستظهر أوراق الأشجار على الكواكب القابلة للسكن التابعة للأقزام الحمراء باللون الأسود عند رؤيتها في نطاق الضوء المرئي؛ لأنها تحتاج أن تتكيف مع النطاق الطيفي الواسع لتحصل على أكبر كمية ممكنة من الطاقة الضوئية.
وبالإضافة إلى ذلك، ستحصل الأحياء المائية بكواكب الأقزام الحمراء على كمية أقل من الطاقة، بسبب شدة امتصاص الماء للضوء في نطاق الأشعة الحمراء وتحت الحمراء. ومع ذلك، يمكن أن ينتج عن امتصاص الجليد المائي لهذه الأشعة الضوئية زيادة درجة حرارته حتى يصل إلى درجات حرارة مشابهة للحرارة الناتجة من النجوم الشبيهة بالشمس، ما قد يزيد من مساحة النطاق القابل للسكن حول الأقزام الحمراء.
ومن العوامل الأخرى التي يمكن أن تحيل دون قابلية السكن على هذه الكواكب؛ أن هذه النجوم تستغرق فترةً أطول في طور النجم قبل النسق الأساسي من دورتها النجمية، ما يجعل النطاق القابل للسكن حولها منطقةً توجد فيها المياه في حالتها الغازية لمدة مليار عام تقريبًا. ولذلك، ستتأثر الكواكب الأرضية الموجودة في النطاق القابل للسكن حول هذه الأقزام الحمراء، والمتميزة بوجود مسطحات مائية كبيرة خلال تشكلها، بجموح تأثير الاحتباس الحراري لمدة عدة مئات الملايين من السنين. وسيسبب التفكك الضوئي لبخار الماء، خلال الفترات الأولى من طور الجموح هذا، هروب الهيدروجين إلى الفضاء الخارجي مع فقدان المحيطات المائية تاركًا غلافًا جويًا سميكًا من الأكسجين غير القابل للحياة.

### الاحتفاظ بالماء
يمكن أن تحتفظ الكواكب بكميات كبيرة من المياه في النطاقات القابلة للحياة الموجودة حول الأقزام فائقة البرودة، التي تتراوح كتلتها بين 0.04 إلى 0.06 كتلة شمسية، على الرغم من حدوث التفكك الضوئي للمياه بفعل الأشعة فوق البنفسجية البعيدة أو هروب الهيدروجين إلى الفضاء بفعل الأشعة فوق البنفسجية القصوى.
يمكن للكواكب المائية التابعة للأقزام من النوع الطيفي M أن تفقد محيطاتها عبر خط زمني يصل إلى مليارات السنين بسبب بيئة الجسيمات والإشعاعات الحادة التي تتأثر بها الكواكب الخارجية عندما تكون في النطاقات القابلة للسكن القريبة من النجوم. وإذا كان الغلاف الجوي سيُفقد عبر خط زمني أقل من مليارات السنين، سعيق هذا نشأة الحياة (التخلق التلقائي) على سطح هذه الكواكب.

### تواتر الكواكب بحجم الأرض حول الأقزام فائقة البرودة
وضحت إحدى الدراسات على البيانات الأرشيفية التي رصدها مقراب سبيتزر الفضائي أول انطباع عن تواتر الكواكب بحجم الأرض حول الأقزام النجمية فائقة البرودة، بنحو 30% إلى 45%. وبينت إحدى عمليات المحاكاة الحاسوبية أن الكواكب التي تتشكل حول النجوم بكتلة مشابهة لكتلة النجم ترابيست-1، نحو 0.08 كتلة شمسية، يمكن أن تكون بحجوم مشابهة لحجم كوكب الأرض.